# Stadtamt Mannheim
Das Stadtamt Mannheim war eine von 1803 bis 1864 bestehende Verwaltungseinheit im Land Baden.

## Geschichte

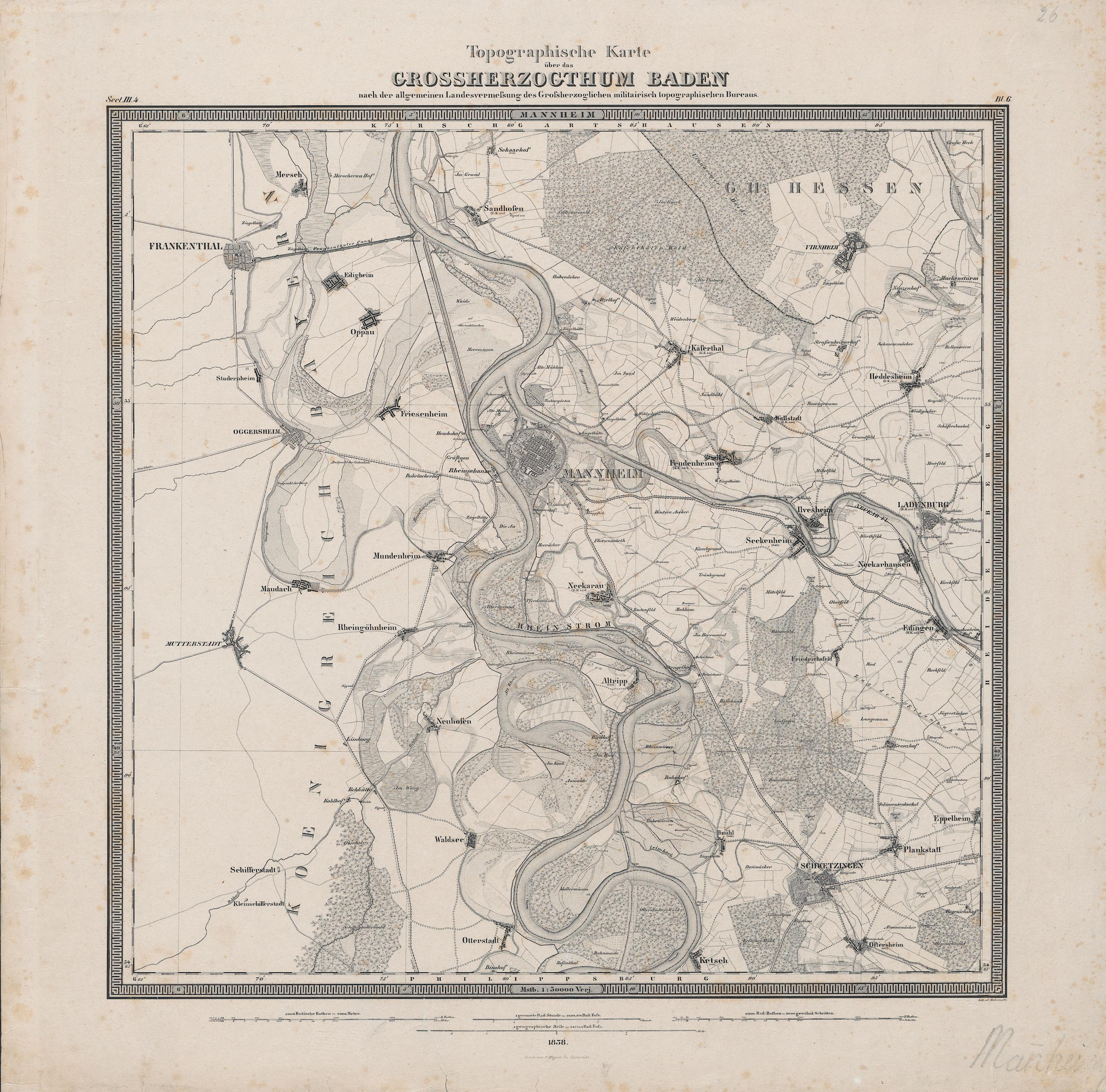
Mannheim und Umgebung 1838

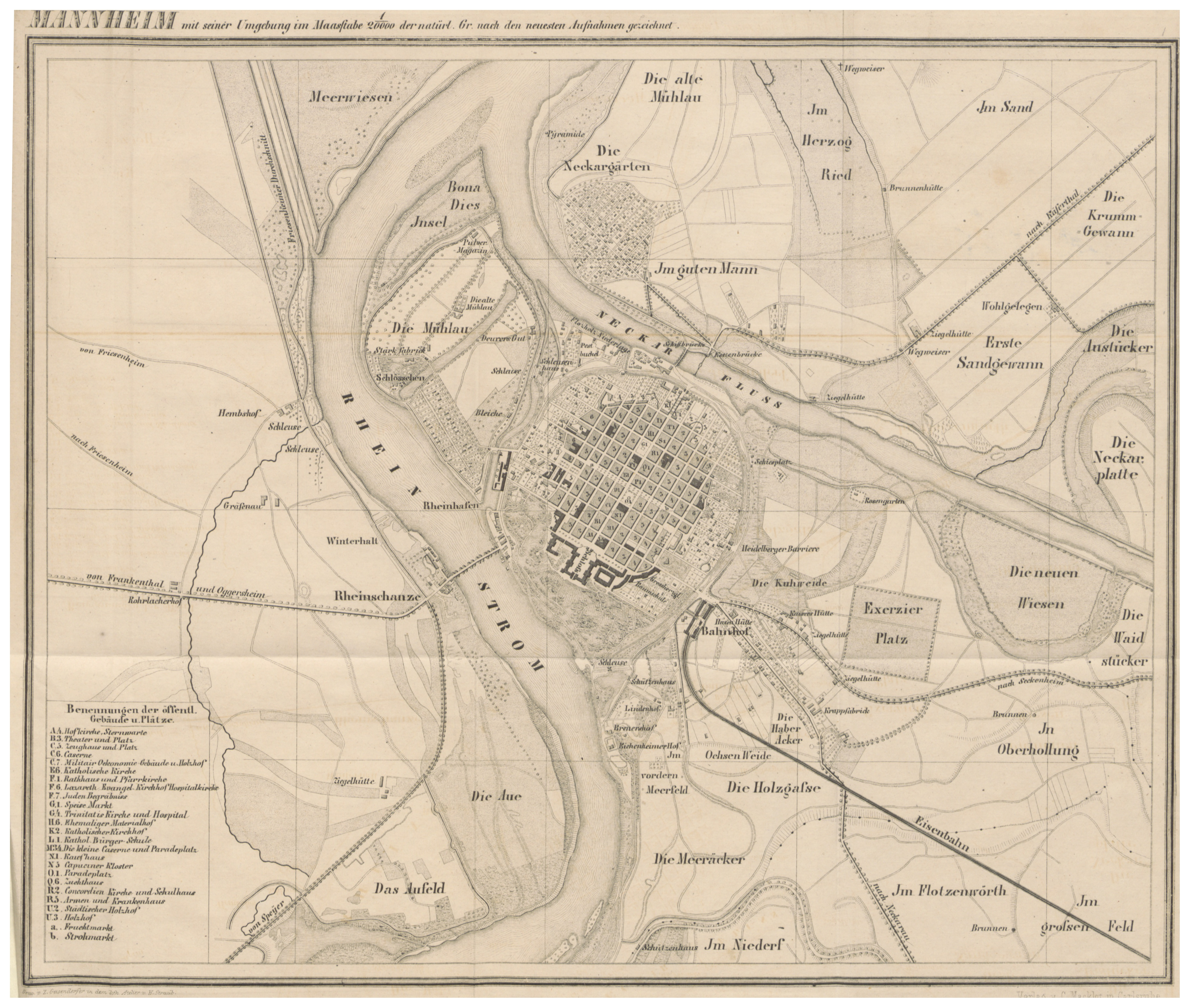
Karte von Mannheim 1844

Am Ende des Heiligen Römischen Reiches war das an der Mündung des Neckars in den Rhein gelegene Mannheim von den kurpfälzischen Oberämtern Heidelberg und Neustadt umgeben, aber als ehemalige Residenzstadt verwaltungstechnisch eigenständig. Das Amt des Bürgermeisters, tituliert als Stadtdirektor, hatte seit 1790 Karl Anton Rupprecht inne.
Als Folge des Reichsdeputationshauptschlusses 1803 fielen die Stadt und ihr rechtsrheinisches Umland unter die Landeshoheit Badens. Dessen Regierung hielt in Bezug auf Mannheim, das zu diesem Zeitpunkt 18.818 Einwohner zählte, bis auf weiteres an dem Konzept fest und übernahm auch Rupprecht in den Staatsdienst. Die Orte in der Region wurden auf zahlreiche kleinere Ämter aufgeteilt, die neu errichteten Landvogteien unterstellt wurden. Die nördlich und östlich der Stadt gelegenen kamen zum Amt Ladenburg, die im Süden zum Amt Schwetzingen.
Anfangs wurde das Amt zeitweise auch, nach dem Titel des Verwaltungsleiters, als Stadtvogteiamt bezeichnet. 1825 lebten in seinem Bereich, zu dem auch das Mühlauschlösschen zählte, 19.870 Einwohner. 1864 wurde das Stadtamt mit den meisten der Orte des aufgelösten Amtes Ladenburg zum Bezirksamt Mannheim zusammengeschlossen. Die Zahl der Einwohner Mannheims war bis dahin auf 30.555 gestiegen.

## Liste der Stadtdirektoren
Das Amt des Leiters der Verwaltung als Stadtdirektor hatten inne:
- 1803–1814: Karl Anton Rupprecht
- 1814–1826: Philipp von Jagemann
- 1826–1832: Jakob Wundt
- 1832–1835: Philipp Jakob Orff
- 1835–1847: Karl Joseph Riegel
- 1847–1849: Franz Kern
- 1849–1855: Franz Stephani
- 1855–1864: Rudolf von Hennin

## Übergeordnete Verwaltungseinheiten
Im Rahmen der Verwaltungsgliederung Badens übergeordnete Verwaltungseinheiten waren, mit Sitz jeweils in Mannheim:
- 1803 bis 1807 die Provinz der Pfalzgrafschaft, auch Badische Pfalzgrafschaft genannt
- 1807 bis 1809 die Provinz des Unterrheins oder der Badischen Pfalzgrafschaft
- 1810 bis 1832 der Neckarkreis
- ab 1832 der Unterrheinkreis

## Weitere Entwicklung
Aus dem Bezirksamt entstand 1939 der Landkreis Mannheim, zugleich wurde Mannheim, nach zahlreichen Eingemeindungen in deutlich größerem Umfang, als Stadtkreis wieder eigenständig.